# ウィ・アー・ザ・ベスト!
『ウィ・アー・ザ・ベスト!』（原題:Vi är bäst!、英題:We Are the Best!）は2013年にスウェーデンとデンマークで製作されたドラマ映画である。ココ・ムーディソンのグラフィック・ノベル『Never Goodnight』を原作としている。監督・脚本はルーカス・ムーディソン（ココの夫）、主演はミラ・バークハンマルが務める。
2013年10月に開催された第26回東京国際映画祭のコンペティション部門に出品され、東京サクラグランプリを受賞した。

## あらすじ
1982年のストックホルム。13歳のボボとクララはパンク・ロックを好むがゆえに、同年代の子供たちから仲間はずれにされていた。ショートヘアとぶかぶかの服を着て、男でも女でもない中性的な存在になった2人は、ティーンたちの中心でロックバンド「アイアン・フィスト」として活躍する男の子たちと同列視されることに対する怒りを抑えていた。2人は演奏法を知らないにも拘らず、男の子たちを苛立たせるためにバンドを結成する。ボボは自分の母親から無視されていると感じ、そこから逃げる手段としてロックに走ったのだった。クララは現状に憤っており、自分の想像力を冷笑的な歌詞を書き上げることに注いでいた。
2人は内気で親しみにくいクリスチャンの女の子、ヘドヴィグに自分たちのバンドに加わってほしいと頼む。ヘドウィグが学校のショーでクラシック・ギターの演奏を披露していたのを見て、2人が感動したのである。ヘドヴィグは2人にコードの弾き方と歌い方を教えた。クララがヘドヴィグに神はいないと力説したにも拘らず、ヘドヴィグは見事な教師ぶりを発揮した。ボボは自らの不可知論的な信念を語り、クララと一気に打ち解けた。ボボとクララはヘドヴィグに長い髪を切ってショートヘアにした方がパンクだと言った。これに対し、ヘドヴィグの母親は警察に通報すると2人を脅した。後になって、ヘドヴィグの母親は3人が毎週教会に通うことを条件に、髪を切ることを許した。
3人は葛藤しつつも、パンク・ロックの道を歩んでいく。

## キャスト
- ミラ・バークハンマル - ボボ
- ミーラ・グロシン - クララ
- リーヴ・ルモイン - ヘドヴィグ
- マティヤス・ウィバーグ - ロジャー
- アン＝ソフィー・ラース - ヘドヴィグの母親
- チャーリー・フォーク - ライナス
- ジョナサン・サロモンソン - エリス

## 公開
本作は2013年9月に開催された第38回トロント国際映画祭のスペシャル・プレゼンテーション部門で上映された。

## 評価
本作は批評家から高く評価されている。映画批評集積サイトのRotten Tomatoesには113件のレビューがあり、批評家支持率は97%、平均点は10点満点で7.9点となっている。サイト側による批評家の意見の要約は「気持ちのいい、感情移入できる映画で、喜びをもたらしてくれる。『ウィ・アー・ザ・ベスト!』は青年期の甘く切ない感情の動きにみずみずしさを加えている。」となっている。また、Metacriticには29件のレビューがあり、加重平均値は87/100となっている。